# Samiu Vaipulu
Samiu Kuita Vaipulu (né en décembre 1953) est un homme politique, avocat et homme d'affaires tongien.

## Biographie

### Etudes et carrière commerciale
Ayant obtenu un diplôme d'études juridiques à l'Université du Pacifique sud en 1989, il entreprend une carrière en droit, obtenant les qualifications nécessaires pour plaider dans tous les tribunaux, jusqu'à la Cour d'appel (plus haute instance). Ses domaines de spécialité sont le droit pénal, le droit commercial et le droit des transports maritimes et aériens,.
Homme d'affaires, il est le fondateur de la compagnie aérienne Airlines Tonga, ainsi que le cofondateur de Whale Watch Vava'u Ltd, la « première compagnie d’observation de baleines du Royaume », entreprise touristique à Vavaʻu. Il a travaillé, et travaille, dans diverses entreprises de tourisme,.

### Carrière politique
Il commence sa carrière politique lorsqu'il est élu député de Vavaʻu (Représentant du Peuple) au Parlement national en 1987. Il perd son siège aux élections de 1990, le regagne en 1993, le perd à nouveau en 2002 (après avoir été réélu en 1996 et en 1999) et le regagne en 2005, le conservant lors des élections de 2008, de 2010 et de 2014. Il est député sans étiquette. En novembre 2009, il est nommé ministre de la Justice dans le gouvernement du premier ministre Feleti Sevele. À ce titre, en février 2010, il se prononce contre l'abolition du châtiment de la flagellation, arguant qu'il a un rôle dissuasif important. À la suite des élections législatives de novembre 2010, il est reconduit au poste de ministre de la Justice, et est également nommé vice-premier ministre et ministre des Transports et des Travaux publics, dans le gouvernement du premier ministre Lord Tuʻivakano,,,. 
À la suite des élections de 2014 il brigue le poste de Premier ministre, avec le soutien des représentants de la noblesse. Il est battu par ʻAkilisi Pohiva le 29 décembre, recueillant onze voix contre quinze à l'Assemblée, et siège donc dans l'opposition au nouveau gouvernement.
En septembre 2019, le nouveau Premier ministre Pohiva Tuʻiʻonetoa le nomme ministre du Commerce extérieur et du Développement économique, et ministre du Travail,. À la suite des élections législatives de 2021 perdues par le gouvernement, le nouveau Premier ministre Siaosi Sovaleni le nomme ministre de la Justice et des Prisons. En mai 2022, le vice-Premier ministre Poasi Tei est démis par la Cour suprême pour corruption ; Siaosi Sovaleni nomme Samiu Vaipulu vice-Premier ministre. Le 9 décembre 2024, Siaosi Sovaleni démissionne, et Samiu Vaipulu devient Premier ministre par intérim en attendant l'élection d'un nouveau Premier ministre par l'Assemblée le 24 décembre.

### Famille
Son père Vili ‘Ahio Vaipulu a été avant lui avocat, et député de 1965 à 1968.